# Équipe de France de basket-ball en 2006
En cette année 2006, l'équipe de France joue le Mondial 2006 au Japon. Cette qualification est acquise grâce à la troisième place obtenue lors du championnat d'Europe 2005.

## Une année en bleu
Le sélectionneur Claude Bergeaud doit faire face à l'absence d'Antoine Rigaudeau, capitaine de la sélection en 2005 qui a annoncé sa retraite sportive. Il confie le poste de capitaine à Boris Diaw, qui sort d'une grande saison avec les Suns de Phoenix avec une finale de la conférence Ouest et un titre de NBA Most Improved Player.
Il a retenu dans la liste des joueurs faisant la préparation Ronny Turiaf, qui fait son retour sous le maillot bleu après ses problèmes cardiaques. Celui-ci a fait un retour sur les parquets convaincant avec les Lakers de Los Angeles puis avec l'équipe de France A' dirigée par Michel Gomez. Turiaf convainc rapidement Bergeaud qui en fait sa seconde option en tant que pivot, derrière Frédéric Weis. Bergeaud surprend en choisissant comme troisième pivot le jeune joueur des Supersonics de Seattle Johan Petro au détriment de Cyril Julian.
Le sélectionneur doit se priver au dernier moment de Tony Parker. Celui-ci, victime d'une fracture de l'index de la main droite à quelques jours du mondial, doit déclarer forfait et est aussitôt rappeler par les Spurs de San Antonio. Le sélectionneur rappelle alors Mamoutou Diarra qui ne rejoint le groupe français qu'après le premier match contre l'Argentine. Les champions olympiques, mené par Emanuel Ginobili auteur de 25 points, l'emportent 80 à 70. Pour son second match, les Bleus affrontent l'Équipe de Serbie-et-Monténégro qu'elle avait éliminé à Novi Sad, en barrages, lors du championnat d'Europe 2005. Les Bleus s'appuient sur Boris Diaw, qui marquent 20 points avec un 6 sur 6 aux lancers, pour l'emporter 65 à 61.
Les Bleus s'appuient d'abord sur la défense pour faire un écart en début de match face à l'Angola. ils mènent ainsi 44 à 24 à la 27e minute mais les joueurs angolais recollent au score avec un 12 à 3 qui porte le score à 47-36 à la 30e minute. La France s'impose finalement 64 à 53.
Les Français partent favori lors la rencontre les opposant au Liban lors de la quatrième journée de la poule. Mais déjouant totalement, les Bleus subissent la loi des coéquipiers de Fady El Khatib, celui-ci inscrivant 29 points, à 10 sur 18 aux tirs et 9 sur 10 tirs. La France s'incline finalement 74 à 73, Laurent Foirest ratant un tir au buzzer.
Les hommes de Claude Bergeaud jouent leur qualification lors de la dernière journée du premier tour, journée où ils rencontrent le Venezuela. Les Français l'emportent 81 à 61 et, grâce à un bilan de trois victoires pour deux défaites, ils terminent à la seconde place du groupe derrière l'Argentine.
Cette place permet aux Bleus de se voir opposer à l'Angola en huitièmes de finale. Ils prennent rapidement l'avantage en s'appuyant sur la défense. En seconde mi-temps, les Angolais réduisent l'écart en utilisant la défense de zone mais les Français parviennent toutefois, grâce à un 8 sur 8 aux lancers francs en fin de rencontre, à préserver le score et l'emportent 68 à 62.
En quart de finale, les Français sont opposés au champions d'Europe, les Grecs qui les ont éliminé en demi-finale de cette dernière compétition. Dans un match basé sur la défense, ceux-ci sont plus efficaces en attaque et atteignent la mi-temps sur le score de 34 à 24. Les Grecs gèrent cet écart de 10 points lors du troisième quart temps puis accentuent le score grâce à un 10 à 3 en cinq minutes en début de dernière manche pour l'emporter 73 à 56.
Pour son premier match de classement, les Français sont opposés à l'Allemagne. Après un premier quart-temps équilibré, 17 à 16 pour les Bleus, ceux-ci creusent un écart lors du second quart pour atteindre le score de 36 à 22 à la 18e minute. Mais un 9 à 2 des Allemands permet à ceux-ci d'atteindre la mi-temps sur le score de 38 à 31. Dirk Nowitzki permet, lors du troisième quart-temps, à son équipe à prendre l'avantage en menant 57 à 53 à l'entame du dernier quart. Celui-ci est de nouveau la principale arme des Allemands lors de cette période. Mais un tir à 3 points de Joseph Gomis permet aux Bleus d'égaliser à 73 partout à 20 secondes de la fin. Boris Diaw à l'occasion de faire la décision avec deux lancers mais il réalise un 0 sur 2. Toutefois, il intercepte le ballon qu'il transmet à Mickaël Gelabale. La France l'emporte ainsi sur le score 75 à 73.
Pour son dernier match de la compétition, les Français sont opposés à la Turquie. Les Bleus profitent de leur défense et d'une perte de réussite aux tirs - 4 sur 28 pour les joueurs turcs - pour faire un écart lors de la première mi-temps qu'ils atteignent sur le score de 35 à 20. En seconde période, les Turcs retrouvent leur adresse pour revenir à 49 à 43 à la 30e minute. Après être revenu à quatre points, les Turcs doivent finalement laisser les Français s'imposer sur le score de 64 à 56.
La France termine ainsi à la cinquième place, place inespérée en début de compétition, surtout que les Bleus étaient privés de leur meilleur joueur Tony Parker. Ainsi, l'entraîneur Claude Bergeaud déclare: « C'est au-dessus de tout ce qu'on pensait, c'est tout simplement un rêve. On a confirmé notre place de l'année dernière. On ne peut pas être mieux placé. Je ne pensais pas qu'on puisse arriver à cette place-là, compte tenu en plus des pépins qu'on a eus. ».
Sur l'ensemble du championnat du monde, le capitaine Boris Diaw est le meilleur marqueur avec 11,9 points de moyenne, devant Florent Piétrus avec 9,7 et Mickaël Gelabale avec 8,7 points. Au classement des rebonds, c'est Florent Piétrus qui domine avec 6,7 prises devant Frédéric Weis et Boris Diaw qui captent respectivement 6,1 et 6 rebonds par rencontre. Au niveau des passes décisives, Aymeric Jeanneau termine en tête avec 3 passes devant Bros Diaw, 2,4, et Yannick Bokolo, 1,3.

## L'équipe
- Sélectionneur : Claude Bergeaud
- Assistants :  Yves Baratet et Jacques Commères et Jean-Aimé Toupane[14]

| Poste               | Joueur           | Nombre matchs | Nombre points | Club(s) 2006            |
| ------------------- | ---------------- | ------------- | ------------- | ----------------------- |
| meneur              | Yannick Bokolo   |               |               | Le Mans                 |
| ailier              | Mamoutou Diarra  |               |               | Élan sportif chalonnais |
| ailier, ailier fort | Boris Diaw       |               |               | Phoenix Suns            |
| ailier              | Laurent Foirest  |               |               | EB Pau-Orthez           |
| ailier              | Mickaël Gelabale |               |               | Real Madrid             |
| meneur, arrière     | Joseph Gomis     |               |               | Forum Valladolid        |
| meneur              | Aymeric Jeanneau |               |               | Strasbourg IG           |
| pivot               | Johan Petro      |               |               | Seattle Supersonics     |
| ailier fort         | Florent Piétrus  |               |               | Unicaja Malaga          |
| arrière             | Mickaël Piétrus  |               |               | Golden State Warriors   |
| pivot               | Ronny Turiaf     |               |               | Los Angeles Lakers      |
| pivot               | Frédéric Weis    |               |               | Lagun Aro Bilbao        |
| ailier fort, pivot  | Vincent Masingue |               |               | Adecco ASVEL            |
| arrière             | Michel Morandais |               |               | Carpisa Naples          |
| meneur              | Tony Parker      |               |               | San Antonio Spurs       |
| pivot               | Cyril Julian     |               |               | SLUC Nancy              |
| intérieur           | Stephen Brun     |               |               | Adecco ASVEL            |

## Calendrier
Le calendrier de l'équipe de France durant l'année 2006 est le suivant:
| Date                                                              | Lieu       | Adversaire           | Score   | Compétition | Meilleur marqueur (France)                              |
| ----------------------------------------------------------------- | ---------- | -------------------- | ------- | ----------- | ------------------------------------------------------- |
| Stage à Divonne les Bains (10 au 19 juillet)                      |            |                      |         |             |                                                         |
| 17 juillet 2006                                                   | Pau        | Suisse               | V 84-56 | A           | Tony Parker, Boris Diaw, Mamoutou Diarra (13 points)    |
| Tournoi à Strasbourg (21 au 23 juillet)                           |            |                      |         |             |                                                         |
| 21 juillet 2006                                                   | Strasbourg | Sénégal              | V 95-58 | A           | Boris Diaw (16)                                         |
| 22 juillet 2006                                                   | Strasbourg | Lituanie             | V 71-64 | A           | Boris Diaw, Tony Parker (17)                            |
| 23 juillet 2006                                                   | Strasbourg | Chine                | V 76-57 | A           | Tony Parker (16)                                        |
| Stage à Divonne les Bains (25 au 29 juillet)                      |            |                      |         |             |                                                         |
| Tournoi à Athènes (31 juillet au 2 août)                          |            |                      |         |             |                                                         |
| 31 juillet 2006                                                   | Athènes    | Italie               | V 66-59 | A           | Tony Parker (23)                                        |
| 1er août 2006                                                     | Athènes    | Croatie              | V 76-69 | A           | Tony Parker, Johan Petro (13)                           |
| 2 août 2006                                                       | Athènes    | Grèce                | D 70-56 | A           | Tony Parker (20)                                        |
| Tournoi à Berlin (4 au 5 août)                                    |            |                      |         |             |                                                         |
| 4 août 2006                                                       | Berlin     | Italie               | D 79-65 | A           | Tony Parker (14)                                        |
| 5 août 2006                                                       | Berlin     | Turquie              | D 89-76 | A           | Tony Parker (16)                                        |
| Stage et tournoi à Nanjing et Kunshan (12 au 15 août)             |            |                      |         |             |                                                         |
| 12 août 2006                                                      | Nanjing    | Grèce                | V 72-68 | A           | Mickaël Gelabale (10)                                   |
| 13 août 2006                                                      | Nanjing    | Australie            | D 77-71 | A           | Tony Parker (22)                                        |
| 15 août 2006                                                      | Nanjing    | Brésil               | V 86-74 | A           | Mickaël Gelabale, Florent Piétrus, Laurent Foirest (11) |
| Championnat du monde à Sendaï et Saïtama (19 août au 3 septembre) |            |                      |         |             |                                                         |
| 19 août 2006                                                      | Sendaï     | Argentine            | D 80-70 | CM          | Florent Piétrus (15)                                    |
| 20 août 2006                                                      | Sendaï     | Serbie-et-Monténégro | V 65-61 | CM          | Boris Diaw (20)                                         |
| 21 août 2006                                                      | Sendaï     | Nigeria              | V 64-53 | CM          | Mickaël Gelabale (14)                                   |
| 23 août 2006                                                      | Sendaï     | Liban                | D 74-73 | CM          | Boris Diaw (14)                                         |
| 24 août 2006                                                      | Sendaï     | Venezuela            | V 81-61 | CM          | Florent Piétrus (19)                                    |
| 27 août 2006                                                      | Saitama    | Angola               | V 68-62 | CM          | Aymeric Jeanneau (16)                                   |
| 30 août 2006                                                      | Saitama    | Grèce                | D 73-56 | CM          | Mickaël Gelabale (12)                                   |
| 31 août 2006                                                      | Saitama    | Allemagne            | V 75-73 | CM          | Joseph Gomis (17)                                       |
| 2 septembre 2006                                                  | Saitama    | Turquie              | V 64-56 | CM          | Florent Piétrus (12)                                    |

D : défaite, V : victoire, AP : après prolongation
A : match amical, CM : Mondial 2006